# 乔治·科内特
乔治·科内特（英語：George Cornet，1877年7月15日—1952年4月22日），英国男子水球运动员。他曾代表英国参加1908年和1912年夏季奥林匹克运动会水球比赛，获得二枚金牌。他于2007年进入苏格兰体育名人堂。